# Diospyros balfouriana
Diospyros balfouriana är en tvåhjärtbladig växtart som beskrevs av Friedrich Ludwig Diels. Diospyros balfouriana ingår i släktet Diospyros och familjen Ebenaceae. Inga underarter finns listade i Catalogue of Life.